# Lozove, Krasnopillea
Lozove (în ucraineană Лозове) este un sat în comuna Hmelivka din raionul Krasnopillea, regiunea Sumî, Ucraina.

## Demografie
Componența lingvistică a localității Lozove
     Ucraineană (96,91%)
     Rusă (3,09%)
Conform recensământului din 2001, majoritatea populației localității Lozove era vorbitoare de ucraineană (96,91%), existând în minoritate și vorbitori de rusă (3,09%).